# Fitiuta Airport
Fitiuta Airport är en flygplats i Amerikanska Samoa (USA).   Den ligger i distriktet Manuadistriktet, i den östra delen av landet, 140 km öster om huvudstaden Pago Pago. Fitiuta Airport ligger 32 meter över havet. Den ligger på ön Ta‘ū Island.
Terrängen runt Fitiuta Airport är huvudsakligen kuperad, men västerut är den bergig. Havet är nära Fitiuta Airport åt nordost.  Trakten är glest befolkad. Närmaste större samhälle är Ta`ū, 9,9 km väster om Fitiuta Airport. 